# Echium aculeatum
Echium aculeatum Poir., conocido como ajinajo o tajinaste picón, es una especie de planta arbustiva perenne perteneciente a la familia Boraginaceae originaria de la Macaronesia.

## Descripción

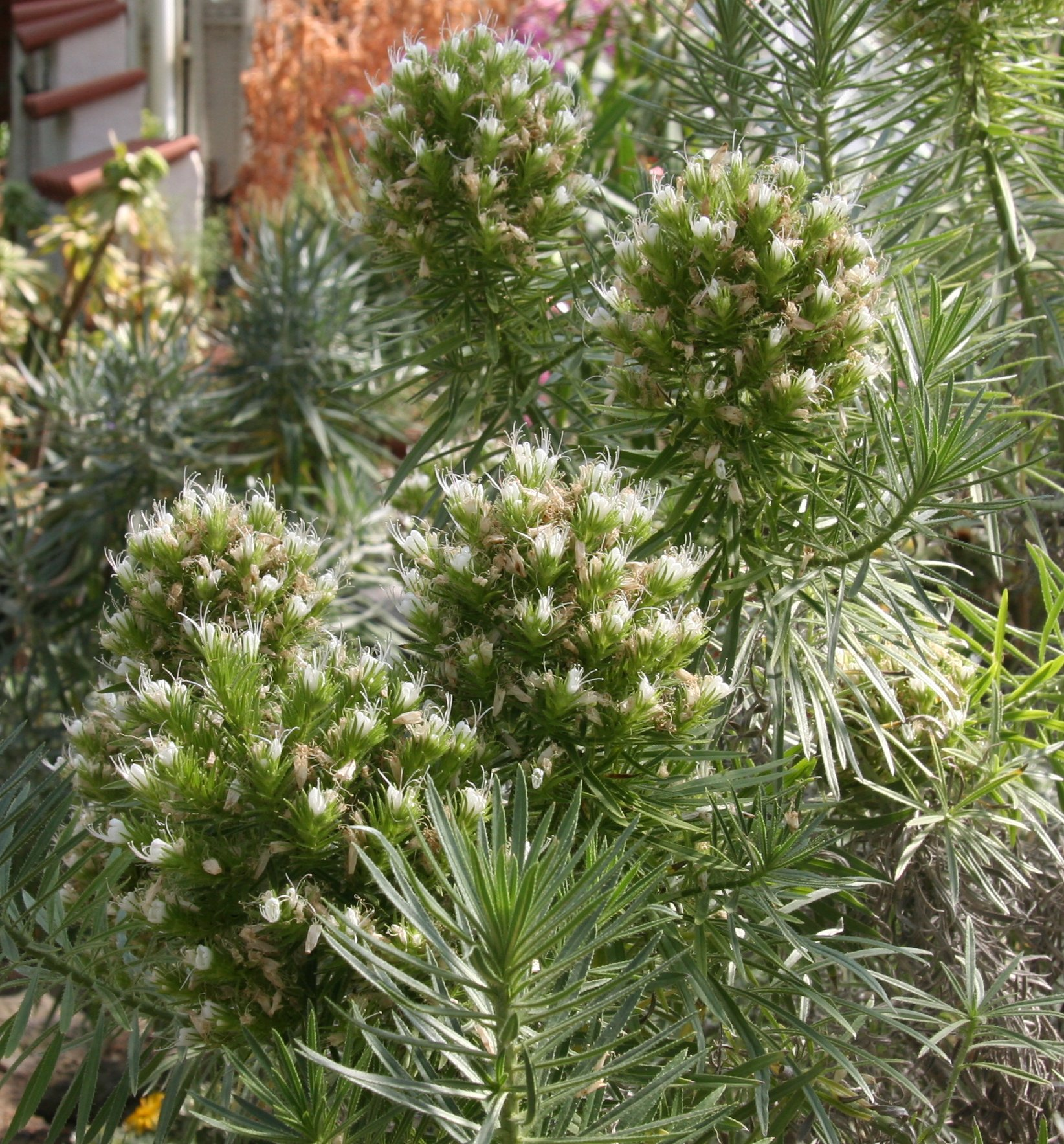
Detalle de las inflorescencias.

Echium aculeatum pertenece al grupo de arbustos muy ramificados y compactos de poco más de 1,5 metros de altura. Posee hojas de morfología linear, muy híspidas y con los bordes y nervio central espinosos. Las inflorescencias son cónicas, dispuestas en los extremos de las ramas, con flores de color blanco que se diferencian por tener los segmentos del cáliz tan largos como la corola.
La floración se produce en primavera.
Se han observado procesos de hibridación entre E. aculeatum y E. acanthocarpum en La Gomera, así como con E. hierrense en El Hierro, dando como resultado en este último caso el nototaxón Echium x taibiquense P.Wolff & Rosinski.

## Distribución y hábitat
E. aculeatum es un endemismo de las islas de El Hierro, La Palma, La Gomera y Tenerife  ―Canarias, España―. Es abundante en todas las islas mencionadas excepto en La Palma. En Tenerife solo está presente en la región suroccidental, mientras que en La Gomera y El Hierro se extiende por toda la geografía insular.
Forma parte de los matorrales del tabaibal-cardonal y de los bosques termófilos, pudiendo introducirse además en áreas de pinar, abarcando un rango altitudinal desde el nivel del mar hasta los 1500 m s. n. m.

## Evolución, filogenia y taxonomía
E. aculeatum surgió hace 1 millón de años durante el Pleistoceno, estando estrechamente emparentada con las especies E. hierrense y E. brevirame.
Posee un número de cromosomas de 2n=16, 32.
E. aculeatum fue originalmente descrita por Jean Louis Marie Poiret y publicada en Encyclopédie Méthodique, Botanique en 1808.
Etimología
Echium: nombre genérico que deriva del griego echion, derivado de echis que significa víbora, por la forma triangular de las semillas que recuerda vagamente a la cabeza de una víbora.
aculeatum: epíteto que procede del latín aculeatus, que significa 'cortante o punzante', refiriéndose a las espinas que aparecen en las hojas.
Sinonimia
Presenta los siguientes sinónimos:
- Echium armatum Masson ex A.DC.
- Echium giganteum f. aculeata (Poir.) Coincy
- Echium giganteum var. aculeata (Poir.) Bornm.

## Importancia económica y cultural
Se trata de una especie de interés apícola.

## Nombres comunes
Se conoce como ajinajo en la isla de El Hierro, de donde es originario el término, y como tajinaste picón o simplemente como tajinaste en el resto de islas donde crece. Sin embargo, se ha popularizado el uso de ajinajo en textos divulgativos para diferenciarlo de otros tajinastes canarios.